# Хакија Поздерац
Хакија Поздерац (Цазин, 6. април 1919 — Београд, 27. март 1994) био је учесник Народноослободилачке борбе и друштвено-политички радник СР Босне и Херцеговине и СФР Југославије.

## Биографија
Рођен је 6. априла 1919. године у Цазину. Пре Другог светског рата завршио је Средњу техничку школу, геодетски одсек, у Београду. Тада се прикључио радничком покрету. Био је секретар групе кандидата за чланство у Комунистичкој партији Југославије (КПЈ) у Секцији геометара у Новом Пазару.
Народноослободилачком покрету (НОП) се прикључио 1941. године. Убрзо након почетка оружаног устанка, био је ухапшен и до марта 1942. године, налазио се у заробљеништву у Немачкој. После тога, поново се придружио партизанима и постао члан Комунистичке партије Југославије. Остатак рата био је помоћник команданта места, помоћник политичког комесара чете и одреда, политкомесар бригаде и члан Окружног комитета КПЈ.
После рата, био је јавни тужилац округа Бихаћ и Бања Лука. Учествовао је у гушењу Цазинске буне 1950. године. Многи тумаче каснији Хакијин ангажман око привредног развитка Босанске крајине, управо као начин да исправи нанесену неправду према овом крају и његовим становницима.
Касније је био још и председник Среског Народног одбора, члан Владе Босне и Херцеговине, директор Генералне народне банке БиХ у Сарајеву до 1959, директор Републичког завода за привредно планирање, Савезни секретар за опште привредне послове и за индустрију и трговину. Био је и члан Главног одбора Савеза бораца НОР за БиХ, члан Извршног одбора Савеза спортова БиХ, председник Атлетског савеза БиХ, председник Атлетског савеза Југославије (АСЈ), председник Југословенског савеза физичке културе и остало.
Био је изабран за члана Савезног извршног већа (СИВ) 1967, када је био биран и за посланика Савезног већа Савезне скупштине Југославије. Имао је чин мајора ЈНА у резерви.
Након избијања афере Агрокомерц 1987. године, Хакија, који је такође учествовао у пословању фирме, изгубио је политички утицај и одабрао самоизгнанство у Београду.
Умро је 27. марта 1994. године у Београду.
Носилац је Партизанске споменице 1941. и више југословенских одликовања, међу којима су — два Ордена заслуга за народ са сребрним зрацима, Орден братства и јединства са сребрним венцем и Орден за храброст.

## Породица
Хакија је био рођак познатог предратног југословенског политичара Нурије Поздерца, који се такође придружио Народноослободилачком покрету. Погинуо је 1943. године. Његова браћа, Хамдија и Сакиб, такође су били учесници НОБ-а и после рата заузимали високе функције у Југославији.